# 第二博爾希夫卡
50°20′21″N 26°13′9″E / 50.33917°N 26.21917°E
第二博爾希夫卡（烏克蘭語：Борщівка Друга），是烏克蘭西北部羅夫諾州羅夫諾區米佐奇市镇内的村落。面積10.6平方公里，海拔高度277米，2001年人口85，人口密度每平方公里8人。